# تيم بيك (لاعب كرة قدم أمريكية)
تيم بيك (بالإنجليزية: Tim Beck)‏ هو لاعب كرة قدم أمريكية أمريكي، ولد في 14 مارس 1966 في يونغزتاون في الولايات المتحدة.